# Coenagriocnemis insulare
Coenagriocnemis insulare là một loài chuồn chuồn kim trong họ Coenagrionidae. Nó là loài đặc hữu của Mauritius. Các môi trường sống tự nhiên của chúng là các khu rừng ẩm ướt đất thấp nhiệt đới hoặc cận nhiệt đới và sông. Nó bị đe dọa do mất nơi sống.